# Montrésor
Montrésor település Franciaországban, Indre-et-Loire megyében. Lakosainak száma 313 fő (2022. január 1.). Montrésor Beaumont-Village, Chemillé-sur-Indrois és Villeloin-Coulangé községekkel határos.

## Népesség
A település népességének változása:
| Lakosok száma | 506  | 460  | 362  | 379  | 345  | 351  | 341  | 322  | 316  | 313  |
|               | 1968 | 1982 | 1990 | 2006 | 2013 | 2015 | 2017 | 2019 | 2020 | 2022 |